# Open Panaméricain
L’Open Panaméricain est une compétition de taekwondo organisée annuellement par l'Union panaméricaine de taekwondo.
Ce tournoi est un événement majeur dans le calendrier mondial du fait de son label « WTF-G1 ».

## Lieu des éditions
| Aguascalientes |
| Las Vegas      |
| Portland       |
| Querétaro      |

## Palmarès hommes
| WTF-G2 | WTF-G2          | WTF-G2            | WTF-G2         | WTF-G2            | WTF-G2          | WTF-G2           | WTF-G2              | WTF-G2             |
| Année  | -54 kg          | -58 kg            | -63 kg         | -68 kg            | -74 kg          | -80 kg           | -87 kg              | +87 kg             |
| ------ | --------------- | ----------------- | -------------- | ----------------- | --------------- | ---------------- | ------------------- | ------------------ |
| 2016   | Cesar Rodriguez | João Miguel Neto  | Damián Villa   | Saul Gutierrez    | Thomas Rahimi   | Moisés Hernández | Jordan Stewart      | Rosbelis Despaigne |
| WTF-G1 |                 |                   |                |                   |                 |                  |                     |                    |
| 2015   | Cesar Rodriguez | Carlos Navarro    | Abel Mendoza   | Isaac Torres      | Timothy Curry   | René Lizárraga   | Misael López        | Carlos Sensores    |
| 2014   | Jorge Hernandez | Nursultan Mamayev | Justin Choy    | Mark López        | Maxime Potvin   | Aaron Cook       | Marc-André Bergeron | Jonathan Healy     |
| 2013   | Cesar Rodriguez | Damián Villa      | Saul Gutierrez | Terrence Jennings | Hugo Palacios   | Aaron Cook       | Christian Alvarado  | Martin Sio         |
| 2011   | joan nuñez      | Mohamed Melghagh  | James Howe     | Brandon Ly        | Brian Gallagher | Issam Chernoubi  | Mohamed El Kharzazi | Hanssel Llanos     |

## Palmarès femmes
| WTF-G2 | WTF-G2           | WTF-G2          | WTF-G2         | WTF-G2         | WTF-G2            | WTF-G2            | WTF-G2          | WTF-G2          |
| Année  | -46 kg           | -49 kg          | -53 kg         | -57 kg         | -62 kg            | -67 kg            | -73 kg          | +73 kg          |
| ------ | ---------------- | --------------- | -------------- | -------------- | ----------------- | ----------------- | --------------- | --------------- |
| 2016   | Brenda Costarica | Ibeth Rodríguez | Francisca Ríos | Ara June White | Ashley Kraayeveld | Melissa Pagnotta  | María Espinoza  | Briseida Acosta |
| WTF-G1 |                  |                 |                |                |                   |                   |                 |                 |
| 2015   | Brenda Costarica | Itzel Manjarrez | Jamila Tanna   | Evelyn Gonda   | Melissa Pagnotta  | Victoria Heredia  | María Espinoza  | Briseida Acosta |
| 2014   | Ana Oliván       | Charlotte Craig | Pauline Lopez  | Talita Djalma  | Cheyenne Lewis    | Victoria Heredia  | Sanaz Shahbazi  | Madeline Power  |
| 2013   | Brenda Costarica | Ibeth Rodríguez | Pauline Lopez  | Jessica Chávez | Melissa Oviedo    | Victoria Heredia  | Jackie Galloway | Briseida Acosta |
| 2011   | Jessica Junio    | Sanaa Atabrour  | Tiffany Khuu   | Myrllam Vargas | Ashley Kraayeveld | Hakima El Meslahy | Alison Wookey   | Non disputé     |